# Église de la Sainte-Famille d'Istres
L'église de la Sainte-Famille est une église catholique construite au début du XXIe siècle, située à Istres dans le département français des Bouches-du-Rhône.

## Historique
L'existence de l'église est principalement liée à la croissance démographique de la ville. Ainsi, les difficultés pour accéder à l'église Notre-Dame-de-Beauvoir et le développement d'activités associatives et religieuses sur la commune motivent dès 1998 le lancement d'une étude pour la construction d'un nouvel édifice sur l’emplacement même de l’ancienne chapelle de la Sainte Famille.
La première pierre fut posée le 6 janvier 2001 (jour de la clôture de l'année sainte) par monseigneur Claude Feidt.
Les travaux ont débuté en novembre 2002. L'église est consacrée le 27 juin 2004.

## Architecture
L'une des particularités architecturales de l'édifice est la forme ovoïde de la nef principale. La coupole de l'église est d'ailleurs inspirée de celle de la Vieille Charité à Marseille.
L’église est bâtie en pierres de taille. Ainsi, 1942 pierres du Luberon provenant des carrières de Ménerbes sont utilisées pour la construction de l'édifice.